# Churchill C. Cambreleng

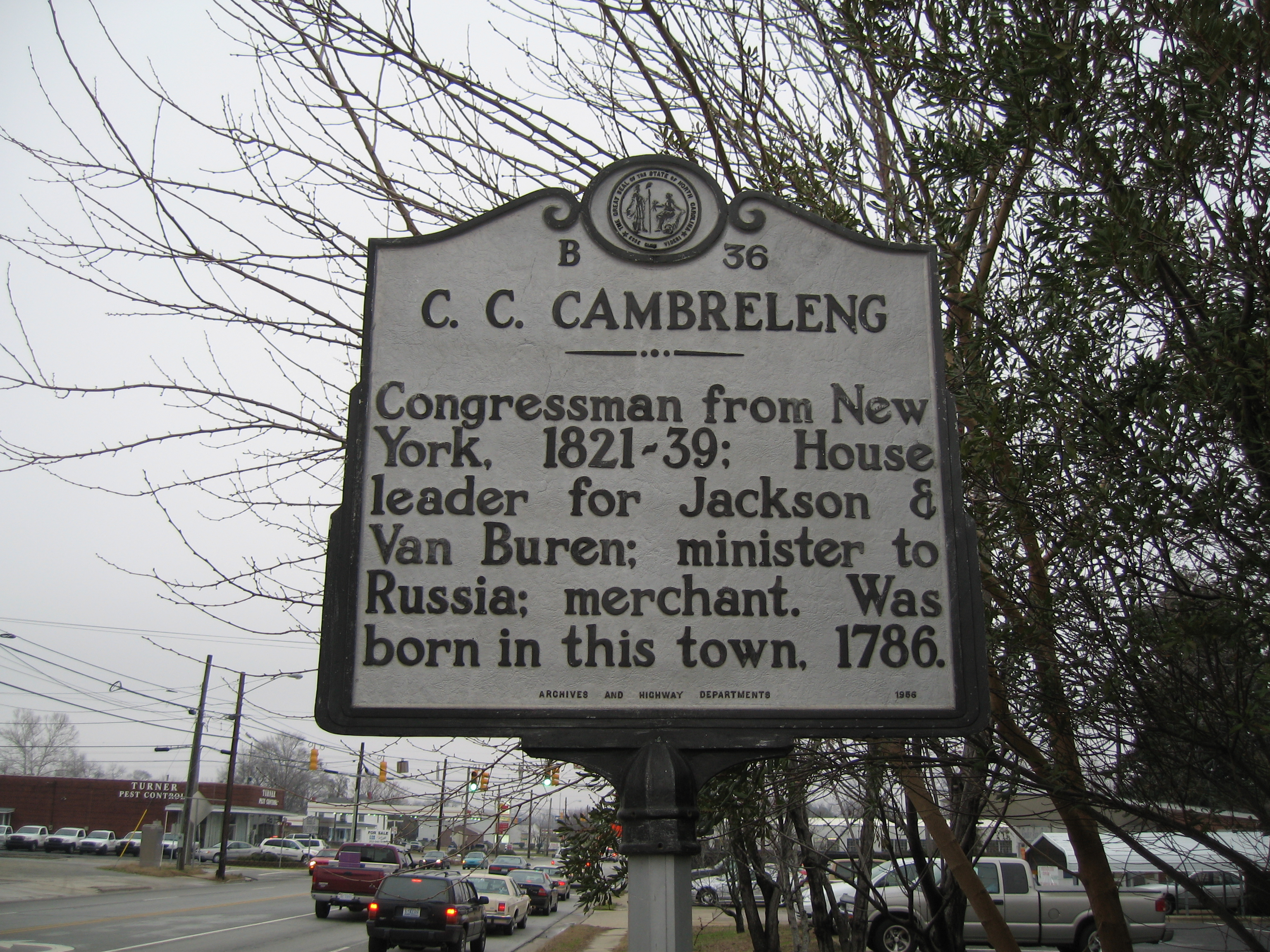
Historische Markierung weist die Geburtsstadt von Cambreleng aus.

Churchill Caldom Cambreleng (* 24. Oktober 1786 in Washington, North Carolina; † 30. April 1862 bei Huntington, New York) war ein US-amerikanischer Politiker. Zwischen 1821 und 1839 vertrat er den Bundesstaat New York im US-Repräsentantenhaus.

## Werdegang
Churchill Caldom Cambreleng wurde ungefähr drei Jahre nach dem Ende des Unabhängigkeitskrieges in Washington geboren und verbrachte dort die ersten Jahre. Er besuchte die Schule in New Bern. Seine Familie zog dann 1802 nach New York City, wo er ein Kontorist (clerk) wurde und einem kaufmännischen Geschäft nachging. Politisch gehörte er der von Thomas Jefferson gegründeten Demokratisch-Republikanischen Partei an.
Bei den Kongresswahlen des Jahres 1820 wurde Cambreleng im zweiten Wahlbezirk von New York in das US-Repräsentantenhaus in Washington, D.C. gewählt, wo er am 4. März 1821 die Nachfolge von Henry Meigs und Peter H. Wendover antrat, welche zuvor zusammen den zweiten Distrikt im US-Repräsentantenhaus vertraten. Als Folge einer Zersplitterung seiner Partei vor und während der Präsidentschaft von John Quincy Adams (1825–1829) wechselte seine politische Zugehörigkeit mehrere Male. Bei den Kongresswahlen des Jahres 1822 wurde er als Anhänger der Crawford-Fraktion im dritten Wahlbezirk von New York in das US-Repräsentantenhaus gewählt, wo er am 4. März 1823 die Nachfolge von Jeremiah H. Pierson antrat. Er wurde sieben Mal in Folge wiedergewählt. Bei seiner Wiederwahl im Jahr 1824 gehörte er der Jacksonian-Fraktion an und bei seiner Wiederwahl im Jahr 1836 der Demokratischen Partei. Da er bei seiner zehnten Kandidatur im Jahr 1838 eine Niederlage erlitt, schied er nach dem 3. März 1839 aus dem Kongress aus. Während dieser Zeit hatte er den Vorsitz über das Committee on Commerce (20. bis 22. Kongress), das Committee on Foreign Affairs (23. Kongress) und zuletzt über das Committee on Ways and Means (24. bis 25. Kongress).
Cambreleng wurde am 20. Mai 1840 von Präsidenten Van Buren als Nachfolger von George M. Dallas zum US-Botschafter in Russland ernannt – eine Stellung, die er bis zum 13. Juli 1841 innehatte. Danach nahm er 1846 an der verfassunggebenden Versammlung von New York teil. Als er am 30. April 1862 bei Huntington verstarb, begann kurz zuvor das zweite Jahr des Bürgerkrieges. Sein Leichnam wurde dann auf dem Greenwood Cemetery in Brooklyn beigesetzt.